# Liste der konsularischen Vertretungen in Dresden

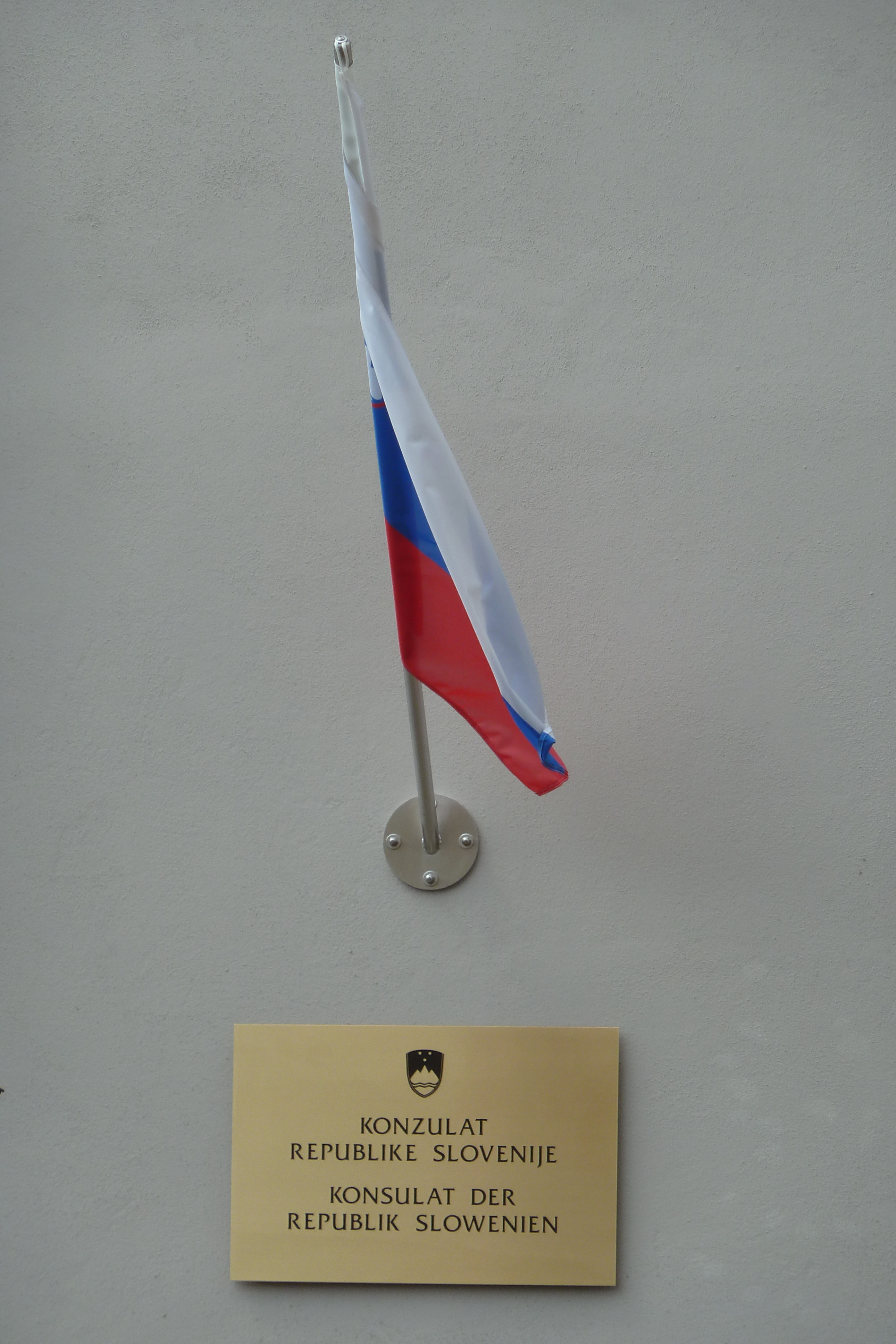
Schild des slowenischen Honorarkonsulats in Dresden

Nach der deutschen Wiedervereinigung haben sich wieder einige Konsulate in Dresden niedergelassen. Die an Sachsen angrenzende Tschechische Republik ist mit einem Generalkonsulat in der sächsischen Landeshauptstadt vertreten. Des Weiteren existieren 14 Honorarkonsulate (Stand: August 2023).
Um 1900 hatten mehr als 30 Gesandte und Konsuln in Dresden residiert, nach dem Zweiten Weltkrieg keine mehr. Nach der Wiedervereinigung waren Dänemark, Belgien und die Schweiz – letztere mit einem Ende 2006 aufgelösten Generalkonsulat – die ersten Staaten, die in Dresden eine Auslandsvertretung einrichteten. Die Mehrzahl der in Dresden ansässigen Konsuln ist neben Sachsen noch für mindestens ein weiteres Bundesland – meist Sachsen-Anhalt – zuständig.

## Frühere Gesandtschaften und Konsulate
Bereits vor 1945 hatten zahlreiche Auslandsvertretungen ihren Sitz in Dresden. So gab es 1902 in der damaligen königlich-sächsischen Residenzstadt Gesandtschaften der Königreiche Bayern, Großbritannien und Preußen sowie der Kaiserreiche Österreich-Ungarn und Russland. Darüber hinaus bestanden Konsulate der Vereinigten Staaten, der Dominikanischen Republik, der Niederlande und der Türkei sowie von Argentinien, Bayern, Bolivien, Brasilien, Chile, Costa Rica, Dänemark, Ecuador, Griechenland, Großbritannien, Guatemala, Italien, Kolumbien, Mexiko, Österreich-Ungarn, Paraguay, Persien, Peru, Portugal, Schweden und Norwegen, Serbien, Spanien, Uruguay, Venezuela und Württemberg. Zudem unterhielt Honduras ein Konsulat in der damals noch selbständigen Gemeinde Blasewitz. Nach Auflösung der Monarchie 1918 gaben die meisten Auslandsvertretungen ihren Sitz in Dresden auf und ließen sich in Berlin nieder.
Im Jahre 1943 bestanden in Dresden Konsulate von Bulgarien, Costa Rica, Dänemark, Frankreich, Finnland, Italien, Kroatien, Liberia, Paraguay, Peru, Rumänien, Schweden, Slowakei, Spanien und Ungarn sowie im benachbarten Klotzsche das Konsulat von Venezuela. Die meisten dieser Konsulate wurden bei den Luftangriffen auf Dresden im Februar 1945 zerstört. Infolge der veränderten politischen Lage durch die deutsche Teilung nach dem Zweiten Weltkrieg gab es in Dresden zunächst keine Konsulate mehr.
Nach der deutschen Wiedervereinigung entstanden mehrere Konsulate neu. Einige davon wurden bereits wieder aufgelöst, darunter jene von Belgien (1995–2005) und Mazedonien (2008–2012). Anstelle des zum 31. Dezember 2006 geschlossenen Generalkonsulats der Schweiz entstand 2007 ein Honorarkonsulat der Eidgenossenschaft.
Siehe auch: Kategorie:Liste (Diplomatisches Corps in Sachsen)

## Konsulate
Die Liste der Konsulate (Stand: August 2023) führt alle Generalkonsulate und Honorarkonsulate in Dresden auf. Die Liste ist sortierbar nach Staaten, nach Art der Einrichtung, nach dem Straßennamen der Adresse, nach dem Konsularbezirk und nach dem Jahr der Eröffnung.
| Staat      | Einrichtung     | Adresse                                                  | in Dresden seit | Konsularbezirk                     | Bild |
| ---------- | --------------- | -------------------------------------------------------- | --------------- | ---------------------------------- | ---- |
| Dänemark   | Honorarkonsulat | Güntzplatz 5, 01307 Dresden (Sparkassenhaus Dresden)     | 1994            | Sachsen                            |      |
| Finnland   | Honorarkonsulat | Altenzeller Straße 39, 01069 Dresden                     | 2007            | Sachsen                            |      |
| Italien    | Honorarkonsulat | Augsburger Straße 4, 01309 Dresden                       | 2009            | ehem. Direktionsbezirk Dresden     |      |
| Kasachstan | Honorarkonsulat | Loschwitzer Straße 15, 01309 Dresden                     | 2010            | Sachsen, Sachsen-Anhalt            |      |
| Kroatien   | Honorarkonsulat | Leubnitzer Straße 30, 01069 Dresden                      | 2011            | Sachsen                            |      |
| Litauen    | Honorarkonsulat | Königsbrücker Straße 61, 01099 Dresden                   | 2011            | Sachsen, Brandenburg               |      |
| Luxemburg  | Honorarkonsulat | Hohe Straße 12, 01069 Dresden                            | 1999            | Sachsen, Thüringen                 |      |
| Panama     | Honorarkonsulat | Radeberger Straße 35, 01099 Dresden                      |                 | Sachsen, Sachsen-Anhalt            |      |
| Schweiz    | Honorarkonsulat | Könneritzstraße 11, 01067 Dresden                        | 2007            | Sachsen                            |      |
| Slowenien  | Honorarkonsulat | Kleine Brüdergasse 1, 01067 Dresden                      | 2012            | Sachsen, Sachsen-Anhalt, Thüringen |      |
| Spanien    | Honorarkonsulat | Bremer Straße 65, 01067 Dresden                          | 2008            | Sachsen, Thüringen                 |      |
| Südafrika  | Honorarkonsulat | Cottaer Straße 27, 01159 Dresden                         | 2005            | Sachsen, Sachsen-Anhalt            |      |
| Südkorea   | Honorarkonsulat | Königstraße 1, 01097 Dresden (Der Strauß)                | 2012            | Sachsen                            |      |
| Tschechien | Generalkonsulat | Erna-Berger-Straße 1, 01097 Dresden                      | 1997            | Sachsen, Sachsen-Anhalt, Thüringen |      |
| Ungarn     | Honorarkonsulat | Am Lagerplatz 8, 01099 Dresden (Handwerkskammer Dresden) | 2005            | Sachsen                            |      |